# Зиракадзе, Доментий Согратович
Доментий Согратович Зиракадзе (1902 год, Кутаисский уезд, Кутаисская губерния, Российская империя — неизвестно, Маяковский район, Грузинская ССР) — звеньевой колхоза имени Чарквиани Маяковского района, Грузинская ССР. Герой Социалистического Труда (1949).

## Биография
Родился в 1902 году в крестьянской семье в одном из сельских населённых пунктов Кутаисского уезда. С раннего возраста трудился в сельском хозяйстве. В годы Великой Отечественной войны участвовал в оборонительных мероприятиях, за что был награждён боевой медалью «За оборону Кавказа». В послевоенные годы — звеньевой виноградарского звена колхоза имени Чарквиани Маяковского района.
В 1947 году звено под его руководством собрало в среднем с каждого гектара по 100,5 центнера винограда на участке площадью 5 гектаров. Указом Президиума Верховного Совета СССР от 9 августа 1949 года удостоен звания Героя Социалистического Труда за «получение высоких урожаев винограда в 1948 году» с вручением ордена Ленина и золотой медали «Серп и Молот» (№ 4314).
За выдающиеся трудовые достижения по итогам работы в 1949 году награждён вторым Орденом Ленина.
После выхода на пенсию проживал в Маяковском районе (сегодня — Багдатский муниципалитет). С 1968 года — персональный пенсионер союзного значения. Дата смерти не установлена.
Награды
- Герой Социалистического Труда
- Орден Ленина — дважды (1948; 05.09.1949)
- Медаль «За оборону Кавказа» (01.05.1944)